# Гай Юлій Еруцій Клар Вібіан
Гай Юлій Еруцій Клар Вібіан (лат. Gaius Iulius Erucius Clarus Vibianus, ? — 197) — політичний діяч часів Римської імперії, консул 193 року.

## Життєпис
Походив із роду Еруціїв. Син Гая Еруція Клара, консула 170 року, та Помпеї Триорії. Про його молоді роки нічого невідомо. Втім з огляду на належність родини до впливової сенаторської групи, напевне Вібіан зробив гарну кар'єру за часів імператорів Марка Аврелія і Коммода.
192 року підтримав Пертінакса, який став новим імператором після вбивства Коммода. У 193 році став ординарним консулом, разом із Квінтом Помпеєм Сосієм Фальконом. Надалі підтримував Клодія Альбіна. Проте після поразки останнього у боротьбі з Септимієм Севером разом з іншими сенаторами і консулярами, прихильниками Альбіна, Еруція Клара було страчено. За іншою версією відмовився свідчити проти прихильників загиблого претендента Песценнія Нігера.

## Родина
- Гай Юлій Руфін Лаберій Фабіан Помпоній Триарій Еруцій Клар Сосій Пріск